# リゼルグ酸
リゼルグ酸(Lysergic acid)は、麦角菌が生産し、ツルビナ、ギンヨウアサガオ、ソライロアサガオ等の種子でも見られるエルゴリンアルカロイドの前駆体である。
リゼルグ酸のアミドであるリゼルグ酸アミドは、医薬品や幻覚剤として幅広く用いられている。リゼルグ酸は、様々な麦角菌(ergot)のアルカロイドの分解物(lysis)であることから、命名された。

## 合成
リゼルグ酸は、一般には、天然に存在する様々なリゼルグ酸アミドを加水分解することにより生成されるが、例えば1956年のロバート・バーンズ・ウッドワードによるもの等、複雑な方法で全合成することもできる。パラジウム触媒によるドミノ環化反応に基づくエナンチオ選択性を持つ全合成は、2011年に藤井信孝と大野浩章によって報告された。リゼルグ酸一水和物は、水から再結晶すると、非常に薄い小六角形状に結晶化する。リゼルグ酸一水和物を2 mmHg、140℃で乾燥させると、無水リゼルグ酸となる。生合成経路では、トリプトファンをジメチルアリル二リン酸とともにアルキル化することで、S-アデノシルメチオニンでN-メチル化された4-ジメチルアリル-L-トリプトファンとする。酸化的閉環の後に、脱炭酸、還元、環化、酸化、アリル異性化することで、D-(+)-リゼルグ酸が得られる。

## 異性体
リゼルグ酸は、2つのキラル中心を持つキラルな化合物である。カルボキシル基近くの8番炭素の配置が逆のものは、イソリゼルグ酸、窒素原子近くの5番炭素の配置が逆のものは、それぞれ、L-リゼルグ酸、L-イソリゼルグ酸と呼ばれる。リゼルグ酸は、麻薬及び向精神薬の不正取引の防止に関する国際連合条約の表1前駆物質にリストされている。

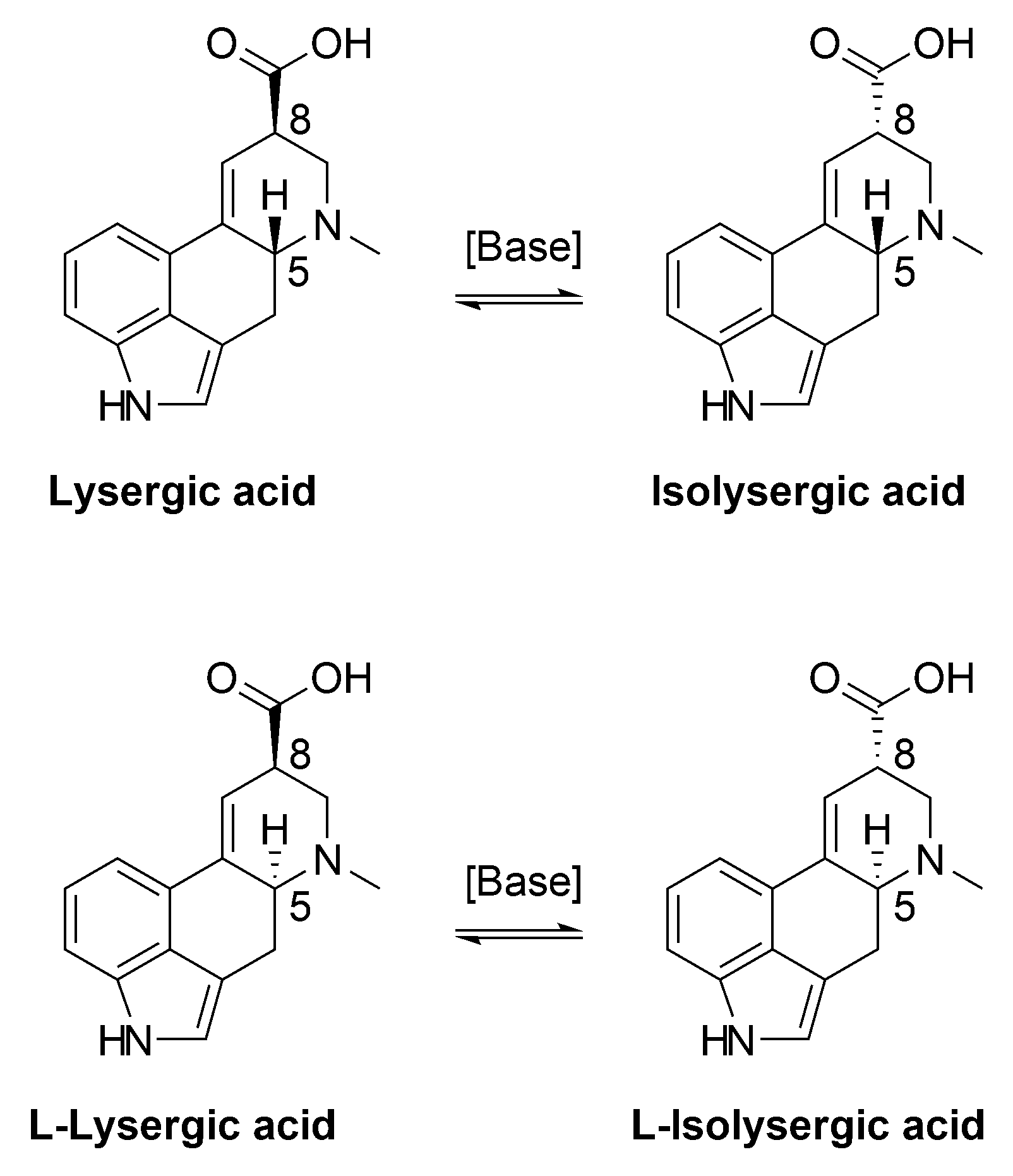
リゼルグ酸異性体の構造